# Titularbistum Abercornia
Abercornia ist ein Titularbistum der römisch-katholischen Kirche. 
Es geht auf das schottische Abercorn, West Lothian, zurück. 
| Titularbischöfe von Abercornia |                                 |                                                 |                  |                  |
| Nr.                            | Name                            | Amt                                             | von              | bis              |
| 1                              | Richard Charles Patrick Hanifen | Weihbischof in Denver (Colorado, USA)           | 6. Juli 1974     | 10. Oktober 1983 |
| 2                              | John Aloysius Mone              | Weihbischof in Glasgow (Großbritannien)         | 24. April 1984   | 8. März 1988     |
| 3                              | John Charles Dunne              | Weihbischof in Rockville Centre (New York, USA) | 21. Oktober 1988 |                  |